# Gabriela Anders
Gabriela Anders (ur. 17 marca 1972 w Buenos Aires) – argentyńska piosenkarka i pianistka, specjalizująca się w muzyce soulowej, jazzowej i latynoamerykańskiej. Pochodzi z rodziny o tradycjach muzycznych. Jej ojciec - Jorge Anders - był jazzmanem i grał na saksofonie. W domu rozbrzmiewały różne gatunki muzyczne, w tym jazz tango oraz muzyka kubańska.
Większość utworów wykonuje w języku angielskim, jakkolwiek wiele jest śpiewanych po hiszpańsku. W 2004 poślubiła gitarzystę jazzowego Wayne Krantza.

## Dyskografia
- Wanting (1998)
- Gabriela (2001)
- Eclectica (2003)
- Last Tango In Rio (2004)
- Bossa Beleza (2009)